# Audio CD
Compact Disc Digital Audio (em português, Disco Compacto de Áudio Digital), também conhecido pelas siglas CDDA ou CD-DA é o formato padrão para discos compactos de áudio. O padrão é definido no Livro Vermelho, um da série dos Rainbow Books (assim chamados devido a suas cores) que contém especificações técnicas para todos os formatos de CD.
O primeiro leitor de CD disponível comercialmente, o Sony CDP-101, foi lançado em outubro de 1982 no Japão. O formato ganhou aceitação mundial em 1983-84, com mais de 1 milhão de vendas nesses dois anos para tocar 22.5 milhões de discos.
A partir dos anos 2000, CDs começaram a ser substituídos por outras formas de armazenamento e distribuição digital. Como resultado, em 2010 o número de Audio CDs vendidos nos EUA foi metade do pico histórico. Entretanto, eles se mantiveram importantes na indústria da música. Nos anos 2010, as vendas de serviços digitais de música, como o iTunes, Spotify, e YouTube, se igualaram aos formatos físicos pela primeira vez. De acordo com o relatório do meio de 2020 da RIAA, vendas de discos fonográficos superaram as de CDs pela primeira vez desde os anos 80.

## História
O ortofone, apresentado em 1931, era um aparelho que usava luz tanto para gravar quanto para reproduzir sinais de áudio em uma fotografias transparente. Mais de 30 anos depois, o inventor estadunidense James Russell é tido como o criador do primeiro sistema de armazenamento de vídeo digital em uma lâmina transparente iluminada por uma lâmpada halógena de alta potência. A sua patente foi escrita em 1966 e aprovada em março de 1970. Seguindo o processo, Sony e Phillips licenciaram a patente para gravação (já a empresa canadense Optical Recording Corp detinha os direitos de reprodução) nos anos 80.
O CD é uma evolução do LaserDisc. Em contraste com o ortofone e o trabalho de James Russel, a informação no disco é lida de uma camada refletiva usando um laser como fonte luminosa através de um substrato protetivo. Protótipos foram desenvolvidos independentemente pela Philips e pela Sony no final dos anos 70. Apesar de originalmente tratado como um projeto trivial pelo gerenciamente da Philips Research,  o CD se tornou o principal objetivo da Phillips devido ao declínio do LaserDisc. Em 1979, Sony e Philips iniciaram uma força tarefa conjunta de engenheiros para desenvolver o novo formato. Depois de um ano de experimentos e discussão, o Livro Vermelho contento o padrão CD-DA foi publicado em 1980. Depois do lançamento comercial em 1982, CDs e seus aparelhos se eram populares. Embora custassem até $1000, , mais de 400,000 CD players foram vendidos nos EUA entre 1983 e 1984. Em 1988, vendas de CDs nos Estados Unidos ultrapassaram as de discos de vini, e em 1992 superaram as fitas cassetes com música pré-gravada. O sucesso do CD é atribuído à cooperação entre Philips e Sony, que desenvolveram hardware compatível. O design unificado permitia que os usuários comprassem qualquer disco de qualquer fabricante  e permitiu a dominação do mercado de música para uso pessoal.

### Protótipos de discos a laser com áudio digital
Em 1974, Lou Ottens, diretor da divisão de áudio da Philips, começou um pequeno grupo para desenvolver um disco óptico de áudio analógico  com um diâmetro de 20 cm (7.9 in) e qualidade de áudio superior à dos discos de vinil. Contudo, devido à performance insatisfatória do formato, dois engenheiros de pesquisa da Philips recomendaram um formato digital em março de 1974. Em 1977, Philips estabeleceu um laboratório com a missão de criar um disco de áudio digital. O diâmetro do protótipo era de 11.5 cm (4.5 in), a diagonal de uma fita cassete de áudio.
Heitaro Nakajima, desenvolvedor de um gravador de áudio digital dentro da organização pública nacional de transmissão no Japão NHK em 1970, se tornou gerente do departamento de áudio da Sony em 1971. Sua equipe desenvolveu um gravador PCM para fitas de áudio digital usando um gravador de vídeo Betamax em 1973. Depois disso, o salto de armazenar áudio digital em um disco óptico foi facilmente conduzido em 1974. Sony demonstrou publicamente um disco óptico de áudio digital pela primeira vez em setembro de 1976. Um ano depois, em setembro de 1977, Sony mostrou à imprensa um disco de 30 cm (12 in) que podia reproduzir uma hora de áudio digital (taxa de amostragem de 44,100 Hz e resolução de 16 bits) usando modulação  MFM. Em setembro de 1978, a companhia demonstrou um disco óptico de áudio digital com capacidade para 150 minutos (taxa de amostragem de 44,056 Hz e resolução linear de 16 bits), código de detecção e correção de erros CIRC- especificações similares àquelas posteriormente definidas no padrão do CD em 1980. Detalhes técnicos do disco de áudio digital da Sony foram apresentadas durante a 62ª convenção da AES, ocorrida de 13 a 16 de março de 1979, em Bruxelas. O documento técnico da Sony da AES foi publicado em 1º de março de 1979. Uma semana depois, em 8 de março, Philips publicamente demonstrou seu protótipo em uma conferência de imprensa chamada "Philips Introduce Compact Disc" (Philips Introduz o Disco Compacto) em Eindhoven, Holanda. O executivo da Sony Norio Ohga, posteriormente CEO e presidente, e Heitaro Nakajima foram convencidos do potencial econômico do formato e levaram adiante seu desenvolvimento apesar do ceticismo recebido.

### Colaboração e padronização

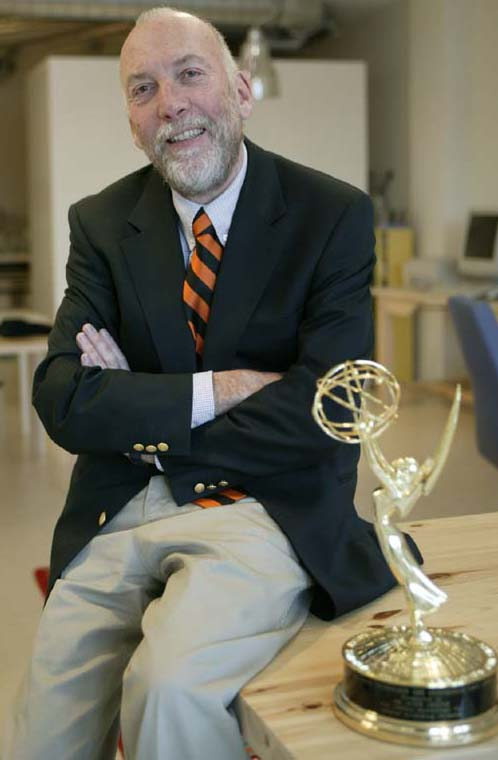
Inventor holandês e engenheiro chefe na Philips, Kees Schouhamer Immink era parte da equipe que produziu o disco compacto padrão em 1980

Em 1979, Sony e Philips inicaram uma força tarefa conjunta de engenheiros para desenvolver o novo disco de áudio digital. Liderada pelos engenheiros Kees Schouhamer Immink e Toshitada Doi, a pesquisa alavancou a tecnologia laser e de discos ópticos. Depois de um ano de experimentação e discussão, a equipe produziu o Red Book com o padrão para o CD-DA. Publicado inicialmente em 1980, a norma foi formalmente adotada pela Comissão Eletrotécnica Internacional em 1987, com várias emendas ao texto em 1996. [carece de fontes?]
A Philips propôs o termo disco compacto em linha com outro produto de áudio, a Fita cassete compacta,  e comtribuiu para o processo de fabricação em geral, baseada na tecnologia LaserDisc. Philips também contribuiu com a modulação oito-para-quatorze (EFM), enquanto Sony adicionou a detecção e correção de erros, e a CIRC, que oferece alguma resiliência a defeitos como riscos e impressões digitais.
A História do Disco Compacto,  contada por um ex-membro da força tarefa, traz contexto para muitas das decisões técnicas tomadas, incluindo a escolha de taxa de amostragem, tempo de reprodução, e diâmetro. A força tarefa consistiu de cerca de 6 pessoas,  embora, de acordo com a Phillips, o CD foi "inventado por um grande grupo de pessoas trabalhando em equipe" (trecho traduzido).

### Lançamento inicial e adoção
Philips estabeleceu a unidade Polydor Pressing Operations em Langenhagen perto de Hannover, Alemanha, e rapidamente atingiu uma série de marcos históricos. [carece de fontes?]
- A primeira prensa teste foi de uma gravação de Uma Sinfonia Alpina, de Richard Strauss, tocada pela Orquestra Filarmônica de Berlim e conduzida por Herbert von Karajan, que havia sido nominado embaixador do formato em 1979. [26]
- A primeira demonstração pública ocorreu na BBC no programa Tomorrow's World em 1981, quando o álbum Living Eyes(1981) da banda Bee Gees foi reproduzido.[27]
- O primeiro CD comercial foi produzido em 17 de agosto de 1982, uma gravação de valsas de Chopin por Claudio Arrau em 1979.[28]
- Os primeiros 50 títulos foram lançados no Japão em 1º de outubro de 1982,[29] oi primeiro dos quais foi um relançamento do álbum 52nd Street de Billy Joel.[30]
- A Rádio BBC tocou um CD pela primeira vez em outubro de 1982 na Escócia, com o primeiro CD tocado em uma rádio independente no Reino Unido pouco tempo depois (Radio Forth, Jay Crawford Show). O CD foi o álbum Love Over Gold da banda Dire Straits.[31]

O lançamento japonês  foi seguido em 14 de março de 1983 pela introdução de CD players e discos para a Europa[carece de fontes?] e a América do Norte (onde CBS Records publicou 16 títulos). A crescente aceitação do CD em 1983 marca o início da revolução de áudio digital popular. Ele foi entusiasticamente recebido, especialmente nas comunidades de música clássica e audiófilos, e sua qualidade de manuseio foi particularmente elogiada. Conforme os preços de leitores de CD gradualmente diminuíram, e com a introdução do Discman portátil, ele começou a ganhar popularidade no grandes mercados da música pop e do rock. Com o aumento das vendas, fitas cassete entraram em declínio no fim dos anos 80; vendas de CD ultrapassaram as de cassetes no início dos anos 90.[carece de fontes?]
Os primeiros artistas a vender um milhão de cópias em CD foram Dire Straits com seu álbum Brothers in Arms de 1985. Um dos primeiros mercados do CD foi dedicado a relançar músicas populares cujo potencial comercial já estava provado. O primeiro artista de renome a ter todo seu catálogo convertido ao CD foi David Bowie, cujos primeiros 14 álbuns dos então 16 foram disponibilizados pela RCA Records em fevereiro de 1985, junto com 4 álbuns de seus maiores sucessos; O 15º e o 16º álbuns já haviam sido publicados em CD pela EMI Records en 1983 e 1984, respectivamente. Em 26 de fevereiro de 1987, OS primeiros quatro álbuns dos Beatles no Reino Unido foram lançados em mono no CD. Em 1988, 400 milhões de CDs foram fabricados por 50 plantas industriais ao redor do mundo.

### Desenvolvimento adicional

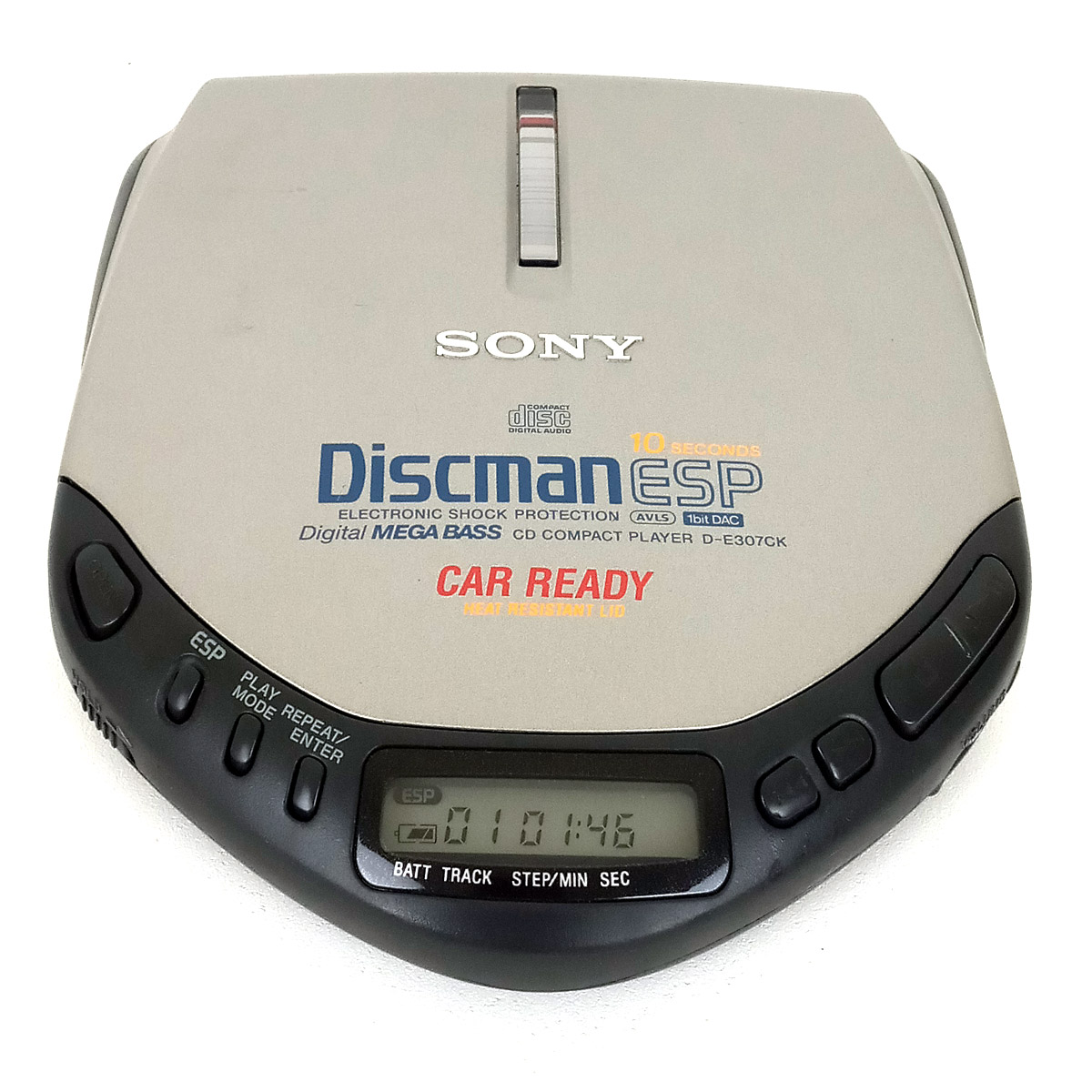
Sony Discman D-E307CK, um leitor de CD portátil com DAC de 1 bit.

Os primeiros leitores de CD utilizavam conversores digitais-analógicos (DACs) ponderados bit a bit e com componentes elétricos individuais para cada bit. Mesmo usando componentes de alta-precisão, esse método estava sujeito a erros de decodificação, exacerbados pelo "problema de cruzamento do zero" Outro problema era o jitter, um problema não de amplitude, mas de tempo. Confrontados com a instabilidade dos DACs, a indústria inicialmente aumentou o número de bits no DAC e usou vários DACs por canal de áudio, usando a média de suas saídas. Isso aumentava o custo dos leitores sem resolver a origem do problema. 
Um avanço no fim dos anos 80 culminou no desenvolvimento da modulação delta-sigma, que converte uma entrada digital de alta resoluçãoe baixa frequência em um sinal de alta frequência e menor resolução que é mapeado a voltagens e suavizado com um filtro analógico. O uso temporário de um sinal de menor resolução simplificou o design do circuito e melhorou a eficiência, razão pela qual se tornou dominante nos leitores de CD a partir do início dos anos 90.  Philips usou uma variação dessa técnica chamada modulação por densidade de pulso(PDM), enquanto Matsushita (hoje Panasonic) escolheu a modulação por largura de pulso, promovendo-a como "MAH", que é uma sigla derivada da sua topologia patenteada Multi-stAge noise-sHaping PWN.
O CD foi planejado principalmente como sucessor ao disco de vinil para reproduzir música, ao invés de uma mídia de armazenamento. Mesmo assim, ele englobou outras aplicações. Em 1983, seguindo a introdução do CD, Immink e Joseph Braat apresentaram os primeiros experimentos como discos apagáveis durante a 73ª Convenção da Audio Engineering Society. Em junho de 1985, o CD-ROM (memória somente de leitura) para leitura em computadores e ,em 1990, o CD-R (gravável) foram introduzidos. CD-Rs se tornaram uma alternativa à fita magnética para gravação e distribuição de música e podiam ser duplicados sem degradação à qualidade sonora. Outros formatos mais novos como DVD e Blu-ray usam a mesma geometria física do CD, e a maioria dos leitores têm compatibilidade reversa com o Audio CD. 
Vendas de CDs nos EUA atingiram seu máximo em 2000. No início dos anos 2000, o leitor de CD havia largamente substituído a fita cassete como equipamento padrão em novos automóveis. 2010 foi o último ano quando um carro novo incluiu um leitor de fita cassete como padrão de fábrica nos EUA.

### Declínio
Com o advento e popularidade da distribuição digital de arquivos e formatos de áudio comprimidos com perdas como o MP3, vendas de CDs começaram a diminuir nos anos 2000. Por exemplo, entre 2000 e 2008, apesar do crescimento em geral das vendas de música e um ano de crescimento anômalo, vendas de CDs mais populares caíram 20%,, enquanto artistas independentes receberam um aumento de acordo com relatórios em 30 de março de 2009, e CDs ainda continuam a vender bastante. Em 2012, CDs e DVDs representaram só 34% das vendas de música nos EUA. Em 2015, somente 24% da música nos EUA foi comprada em formatos físicos, dos quais 2/3 foram CDs; entretanto, no mesmo ano no Japão mais de 80% da música foi comprada em formatos físicos. Em 2018, vendas de CDs nos EUA foram de 52 milhões de unidades - menos de 6% do pico em 2000. No Reino Unido, 32 milhões de unidades foram vendidas, quase 100 milhões a menos que em 2008.
A crescente popularidade de mídia de estado sólido e serviços de streaming causou a substituição de leitores de CD automotivos por entradas auxiliares, conexão cabeada a dispositivos USB e conexão sem fio via Bluetooth.
Apesar das vendas rapidamente caindo ano a ano, a penetração da tecnologia remanesceu por um tempo, com empresas disponibilizando-a em farmácias, supermercados, e postos de gasolina para alcançar um público alvo com menos acesso à distribuição via Inernet. Em 2018, Best Buy anunciou planos de descontinuar o foco em vendas de CDs, mas mantendo os discos de vinil, que estão voltando a crescer.

### Prêmios e honrarias
Sony e Philips receberam homenagens de organizações profissionais pelo desenvolvimento do disco compacto. Esses prêmios incluem
- Grammy Award técnico para Sony e Philips, 1998.[55]
- IEEE Milestone award, 2009, para a Philips com a citação: "Em 8 de março de 1979, Gloeilampenfabrieken da N.V. Philips demonstrou para a imprensa internacional que é possível usar gravação e reprodução óptica digital para reproduzir sinais de áudio com qualidade estéreo magnífica. Essa pesquisa na Philips estabeleceu o padrão técnico para sistemas de gravação óptica digital." (trecho traduzido).[56]

## Padrão
O Livro Vermelho especifica as propriedades, os parâmetros físicos e óticos, desvios e taxa de erro, sistema de modulação (modulação oito-para-quatorze) e de correção de erros (intercalação cruzada de Reed-Solomon), e os oito canais de subcódigo. Esses parâmetros são comuns a todos os discos compactos e usados por todos os formatos lógicos: Audio CD, CD-ROM, etc. O padrão também especifica a forma de codificação de som digital (2 canais de PCM de 16 bits com sinal com taxa de amostragem a 44100 Hz). Apesar de raramente aplicada, há a opção de fazer discos com ênfase em certas frequência para diminuir o ruído. [carece de fontes?]
A primeira edição do Livro Vermelho foi lançada em 1980 pela Philips e pela Sony; Ela foi adotada pelo Comitê de Discos de Áudio Digital (Digital Audio Disc Comittee) e ratificada pelo Comitê Técnico 100 da Comissão Eletrotécnica Internacional (IEC) como um padrão internacional em 1987 com a referência IEC 60908. A segunda edição da IEC 60908 foi publicada em 1999 e substitui a primeira edição, emenda 1 (1992) e a errada da emenda 1. Contudo, ela não contém todas as informações para extensões que estão disponíveis no Livro Vermelho, tais como detalhes para CD-Text, CD+G e CD+EG.
O padrão não está gratuitamente disponível e precisa ser licenciado. Está disponível pela Philips e pela IEC. Em 2013, a Philips terceiriza o licenciamento do padrão para a Adminius[carece de fontes?], que cobra US$100 para o Livro Vermelho, mais US$50 cada para os anexos "CD Modo Texto" e "Subcode Channels R-W". 

## Formato de áudio
O áudio contido em um CD-DA consiste de dois canais de  modulação de código de pulso linear (LPCM) de 16 bits sinalizados, taxa de amostragem de 44100 Hz, e escritos como streams intercaladas little-endian com o canal esquerdo saindo primeiro.
A taxa de amostragem é adaptada da atingida quando é gravado áudio digital em uma videotape com um adaptador PCM, um jeito pioneiro de armazenar áudio digital.[carece de fontes?] Um Audio CD pode representar frequências até 22.05 kHz, a frequência de Nyquist da taxa de amostragem de 44.1 kHz.
Houve um longo debate sobre o uso de quantização a 16 bits (Sony) ou 14 bits (Philips), e taxas de amostragem a 44056 ou 44100 amostras/s (Sony) ou aproximadamente 44000 amostras/s (Philips). Quando a força tarefa conjunta das duas empresas desenvolveu o CD, a Philips já havia criado um conversor digital-analógico (DAC) de 14 bits, mas a Sony insistiu. Eventualmente, o padrão 16 bits a 44.1 kiloamostras por segundo prevaleceu. A Philips encontrou um meio de produzir qualidade equivalente a 16 bits com seu DAC de 14 bits usando sobreamostragem quatro vezes.
Alguns CDs são realçados com pré-ênfase, um reforço artificial de altas frequências sonoras. Isso melhora a proporção aparente entre sinal e ruído por fazer melhor uso da gama dinâmica do canal. Na reprodução, o leitor aplica um filtro reverso para restaurar a curva de resposta de frequência. Restrições temporais da pré-ênfase são 50µs and 15µs (reforço de 9.49 dB em 20 kHz), e uma bandeira binária no subcódigo do disco instrui o leitor a aplicar o filtro reverso. Reprodução de tais discos em um computador ou extração para arquivos WAV geralmente não levam em conta a pré-ênfase, logo o áudio pode apresentar frequências distorcidas. [carece de fontes?]

## Capacidade de armazenamento e tempo de reprodução
Os criadores do CD originalmente queriam um tempo de 60 minutos com um diâmetro de 100 mm (Sony) ou 115 mm (Philips). O vice-presidente da Sony Norio Ohga sugeriu estender a capacidade para 74 minutos para acomodar a gravação de Wilhelm Furtwängler conduzindo a Sinfonia nº 9 (Beethoven) no Festival de Bayreuth de 1951. Os 14 minutos adicionais consequentemente exigiriam um disco de 120 mm. Kees Schouhamer Immink, entretanto, nega isso e afirma que o aumento foi motivado por considerações técnicas, e que mesmo após o aumento no tamanho, tal gravação não poderia caber em um dos primeiros CDs.